# Peter Sellers
Peter Sellers, CBE (tên khai sinh Richard Henry Sellers; 8 tháng 9 năm 1925 – 24 tháng 7 năm 1980) là một diễn viên điện ảnh, diễn viên hài và ca sĩ người Anh. Ông đã đóng trong loạt phim hài của đài BBC Radio The Goon Show, đặc trưng với hàng loạt ca khúc hài, và đã trở thành nổi tiếng trên toàn thế giới thông qua nhiều bộ phim của ông, trong đó có vai Chief Inspector Clouseau trong phim bộ The Pink Panther Show.
Sinh ra tại Portsmouth, ông có lần ra mắt sân khấu của mình tại Kings Theatre, Southsea, 
khi ông mới được hai tuần tuổi. Ông bắt đầu diễn cùng cha mẹ trong nhiều vai khác nhau khi lưu diễn các rạp trong tỉnh. Đầu tiên ông làm việc như một tay trống và đi lưu diễn khắp nước Anh như là một thành viên của Entertainments National Service Association (ENSA). Ông đã phát triển sự bắt chước của mình và kỹ năng ứng tác trong một thời gian ngắn ở đoàn xiếc giải trí của Ralph Reader và đi lưu diễn nước Anh và Viễn Đông. Sau chiến tranh, Sellers xuất hiện lần đầu trong chương trình phát thanh ShowTime, và cuối cùng trở thành một diễn viên đều đặn trên các buổi phát thanh khác nhau của BBC radio. Trong những năm đầu thập niên 1950, Sellers, cùng với Spike Milligan, Harry Secombe và Michael Bentine, 
đã tham gia vào loạt chương trình phát thanh thành công The Goon Show, 
kết thúc vào năm 1960.
Sellers bắt đầu sự nghiệp điện ảnh của mình trong những năm 1950. Mặc dù phần lớn các tác phẩm của ông là dựa trên hài hước, thường nhại theo các nhân vật quyền lực như sĩ quan quân đội hay cảnh sát, ông cũng đóng nhiều vai và trong nhiều thể loại phim khác. Các phim chứng minh phạm vi nghệ thuật rộng rãi của ông bao gồm I'm All Right Jack (1959), Stanley Kubrick's Lolita (1962) và Dr. Strangelove (1964), What's New, Pussycat? (1965), Casino Royale (1967), The Party (1968), Being There (1979) và năm bộ phim của Pink Panther series (1963–1978). Tính linh hoạt cho phép Sellers miêu tả một loạt các nhân vật truyện tranh bằng giọng và vẻ ngoài khác nhau, và ông thường xuyên đảm nhận nhiều vai thường xuyên tương phản với tính khí và phong cách khác nhau trong cùng một bộ phim. Châm biếm và hài kịch đen là những đặc điểm chính của nhiều bộ phim của ông, và các màn trình diễn của ông đã có một ảnh hưởng mạnh mẽ đến một số diễn viên hài sau này. Sellers được đánh giá cao đối với công việc diễn xuất; ông được đề cử ba lần cho giải Oscar, hai lần cho giải Oscar cho nam diễn viên chính xuất sắc nhất với vai diễn trong Dr. Strangelove và Being There, và 1 lần cho giải Oscar cho phim ngắn hay nhất với phim The Running Jumping & Standing Still Film (1960). Ông giành giải BAFTA cho nam diễn viên chính xuất sắc nhất hai lần với I'm All Right Jack và cho bộ phim Pink Panther nguyên bản, The Pink Panther (1963) và được đề cử Nam diễn viên xuất sắc nhất ba lần. Năm 1980, ông giành được giải Quả cầu vàng cho nam diễn viên phim ca nhạc hoặc phim hài xuất sắc nhất cho vai diễn trong Being There, và cũng giành được ba đề cử Quả cầu vàng khác trong cùng thể loại. Turner Classic Movies gọi ông là "một trong những diễn viên hài xuất sắc nhất của cuối thế kỷ 20."
Trong cuộc sống cá nhân, Sellers phải vật lộn với chứng trầm cảm và bất an. Một con người bí ẩn, ông thường được coi là không có cá tính ngoại trừ các vai diễn mà ông đã đóng. Có hành vi thất thường và bồng bột, ông thường xuyên đụng độ với giám đốc của mình và đồng nghiệp, đặc biệt là vào giữa những năm 1970 khi sức khỏe thể chất và tinh thần của ông giảm sút đến mức thấp nhất, cùng với chứng nghiện rượu và ma túy. Sellers đã kết hôn bốn lần, và có ba người con từ hai cuộc hôn nhân đầu tiên. Ông qua đời vì đột quỵ vào năm 1980, ở độ tuổi 54. anh em nhà Boulting, nhà làm phim tiếng Anh mô tả Sellers là "danh hài thiên tài lớn nhất nước này đã tạo ra kể từ sau Charles Chaplin."

## Tiểu sử

### Thời thơ ấu (1925-1935)
Sellers sinh ra vào ngày 8 tháng 9 năm 1925 tại Southsea, một vùng ngoại ô của Portsmouth. Cha mẹ ông là William "Bill" Sellers (sinh ra ở Yorkshire) (1900-1962) và Agnes Doreen "Peg" (nhũ danh Marks, 1892-1967). Cả hai đều là những nghệ sĩ nhiều thể loại; Peg diễn trong đoàn kịch Ray Sisters. Mặc dù tên thánh là Richard Henry, bố mẹ anh gọi anh là Peter, theo người anh trai của ông bị chết non. Sellers là con duy nhất của họ. Peg Sellers bà con với võ sĩ Daniel Mendoza (1764-1836), người mà Sellers tôn kính rất nhiều, và sau này ông treo bản khắc ông này trong văn phòng của ông. Tại một thời gian Sellers dự kiến sử dụng hình ảnh của Mendoza cho logo của công ty sản xuất của mình.
Sellers đã được hai tuần tuổi khi ông được Dick Henderson, nghệ sĩ chính tại Nhà hát Kings tại Southsea, bế lên sân khấu: đám đông đã hát For He's a Jolly Good Fellow, khiến đứa bé sơ sinh khóc. Gia đình này lưu diễn liên tục, gây ra nhiều biến động và bất hạnh trong cuộc sống trẻ thơ của Sellers.
Sellers duy trì mối quan hệ rất thân mật với mẹ mình, mà bạn ông Spike Milligan sau này xem đó là điều có hại cho một người đàn ông trưởng thành. Sellers's agent, Dennis Selinger, nhớ lại cuộc gặp đầu tiên của mình với Peg và Peter Sellers, lưu ý rằng "Sellers là một người đàn ông trẻ tuổi vô cùng nhút nhát, có xu hướng dễ bị chi phối bởi mẹ của mình, nhưng mà không oán giận hay phản đối". Tuy là con một, nhưng ông đã dành nhiều thời gian ở một mình.
Năm 1935 gia đình Sellers dời đến Bắc London và định cư ở Muswell Hill. Mặc dù Bill Sellers là giáo đồ Tin lành còn Peg là người Do Thái, Sellers theo học trường Công giáo ở Bắc London St. Aloysius College, do Brothers of Our Lady of Mercy quản lý. Gia đình này không giàu có, nhưng Peg kiên quyết đòi nhập học trường đắt đỏ cho con trai của bà. Theo người viết tiểu sử Peter Evans, Sellers đã bị cuốn hút, bối rối, và lo lắng bởi tôn giáo từ khi còn trẻ, đặc biệt là Công giáo, nhưng ngay sau khi nhập học trường Công giáo, ông đã "phát hiện ông là một Người Do Thái-ông là một người nào đó ở bên ngoài của các phép mầu nhiệm của đức tin." Sau này trong đời, Sellers quan sát thấy rằng trong khi đức tin của cha mình là Giáo hội Anh, mẹ ông là người Do Thái, "và người Do Thái đặt niềm tin vào người mẹ của mình." Theo Milligan, Sellers đã có phức cảm tội lỗi về việc mình là người Do Thái và nhớ lại rằng Sellers đã từng rơi nước mắt khi ông đưa cho cậu một cây nến từ một giáo đường Do Thái cho dịp Giáng sinh, cậu tin rằng cử chỉ này là một điều sỉ nhục chống lại người Do Thái.
Sellers đã trở thành sinh viên hàng đầu tại trường, đặc biệt xuất sắc trong môn vẽ. Tuy nhiên, cậu dễ có xu hướng lười biếng, nhưng tài năng thiên bẩm của cậu giúp bảo vệ cậu khỏi bị chỉ trích của thầy cô. Sellers nhớ lại rằng một giáo viên mắng các cậu học sinh vì không chịu học bài, họ nói: "Các cậu bé Do Thái biết giáo lý của mình tốt hơn so với các anh chị! "